# Hekendorpse Buurt
De Hekendorpse Buurt is een straat op de dijk langs de Hollandse IJssel tussen Oudewater en Hekendorp. De huizen langs de weg staan veelal enkele meters lager dan de weg. De Hollandse IJssel ligt achter het hoogste punt van de dijk. De weg is zeer smal en heeft daarom veel vluchthavens. Vanwege de ligging en het Hollandse karakter is de straat een geliefde route voor fietsers en wandelaars. Langs de straat staan enkele rijksmonumenten.
Op de plaats waar de naam van de weg verandert in Hekendorperweg, ligt de Begraafplaats Hekendorp.

## Afbeeldingen

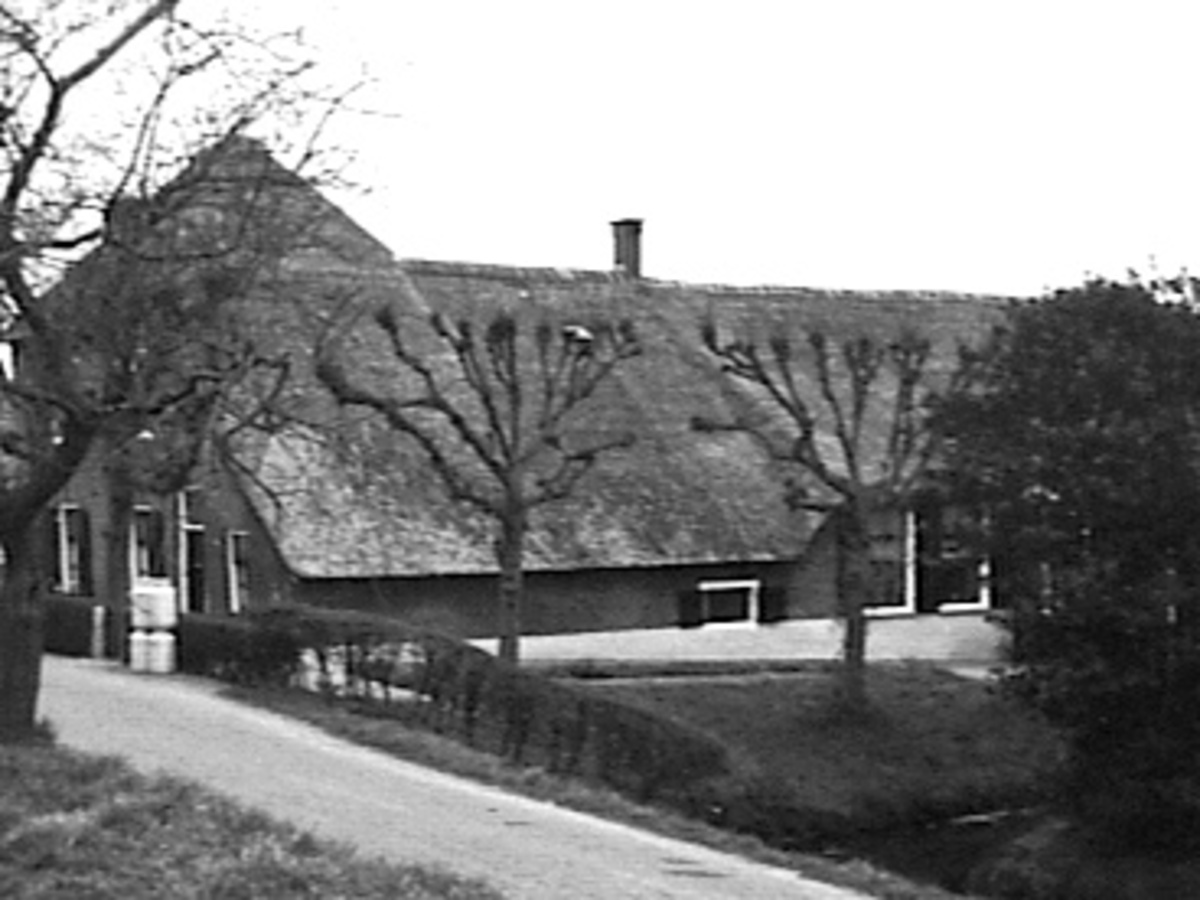
Hekendorpse Buurt 67, rijksmonument
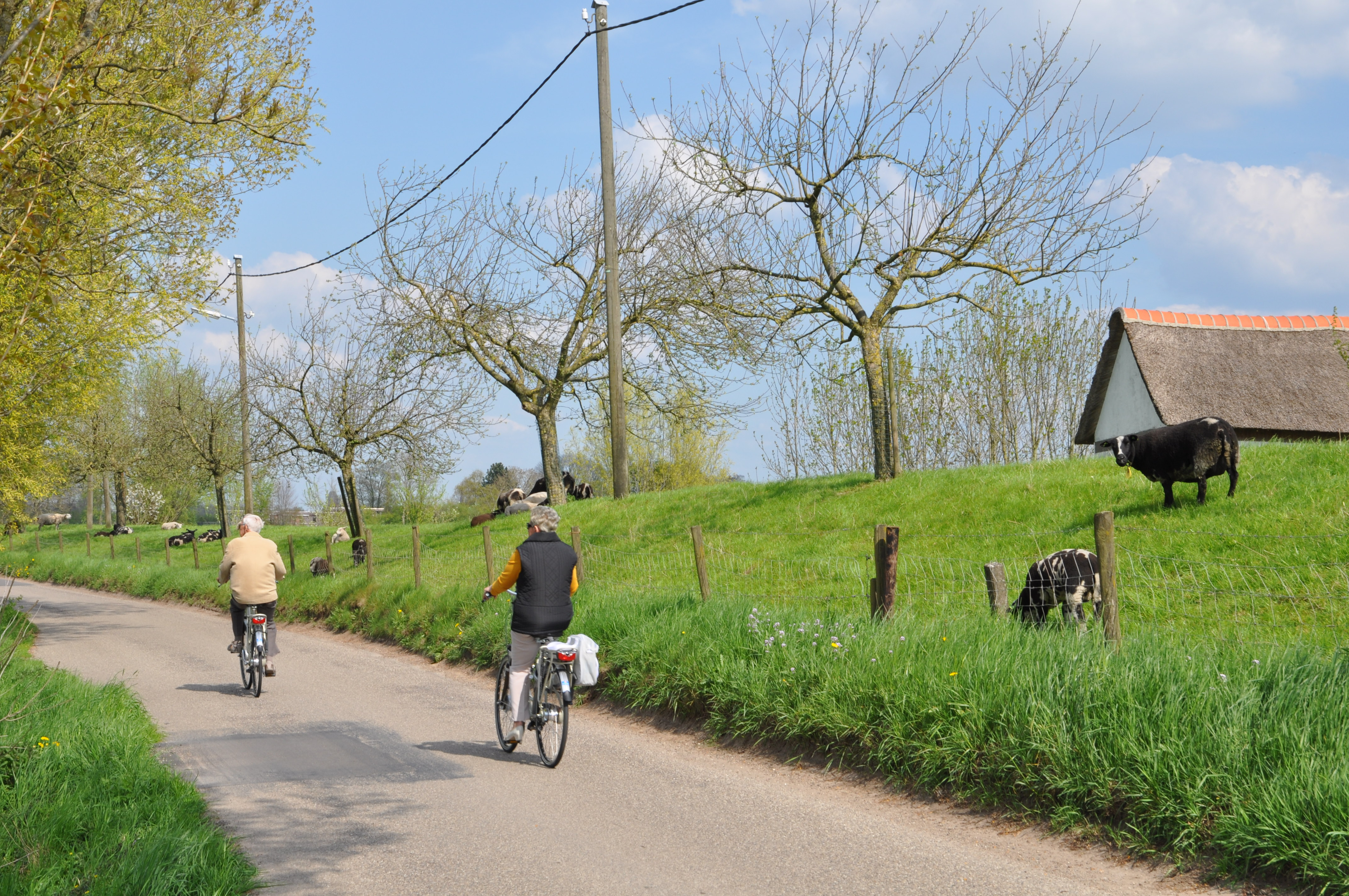
Recreatie